# Bella Vista (Belize)
Bella Vista ist ein Ort im Toledo District von Belize und die größte Gemeinde im Toledo District. Nach dem Zensu 2020 hatte der Ort 3508 Einwohner (2023: 6259).
Der Zensus von 2000 benennt neben dem Ort im Toledo District einen zweiten Ort Bella Vista im Stann Creek District mit 431 Einwohnern. Der Ort liegt direkt an der Grenze der beiden Distrikte.

## Geographie
Der Ort liegt am Swasey Branch des Monkey River.
Die nächstgelegenen Orte sind Cowpen und San Juan im Norden, Independence im Nordosten, Esparasca und Mango Walk im Süden, Bladen im Südwesten, Trio, Swasey und San Isidro im Westen und San Pablo im Nordwesten.

## Geschichte
Bella Vista ist ein junger Ort, der erst in den 1990er Jahren gegründet worden ist. Es kommen vor allem zuwanderer aus dem  Süden von Belize und aus anderen mittelamerikanischen Staaten, die Arbeit in den Plantagen und Shrimp-Farmen finden.
Durch den Hurrikan Iris im Oktober 2001 wurden viele der Häuser in Bella Vista verwüstet.

## Wirtschaft und Infrastruktur
Die Menschen in Bella Vista sind hauptsächlich Plantagenarbeiter in den Bananenplantagen der Banana Growers Association.
Der Ort erhielt 2001 fließend Wasser. Das Wassersystem war jedoch zu schwach, so dass 2011 nur noch ca. 30 % der Einwohner versorgt werden konnten. Seit 2011 wurde daher ein neues Wassersystem gebaut.

### Verkehr
Der Ort liegt am Southern Highway, der im Nordosten nach Dangriga verläuft und im Süden nach Punta Gorda.